# 1946 في بيرو
فيما يلي قوائم الأحداث التي وقعت خلال عام 1946 في بيرو.

## رياضة
- 1 يناير – الدوري البيروفي لكرة القدم 1946 الفائز نادي يونيفرسيتاريو.
- 1 يناير – دوري الدرجة الثانية البيروفي 1946 الفائز Ciclista Lima Association [الإنجليزية]‏.

## مواليد

### مارس
- 28 مارس – أليخاندرو توليدو رئيس سابق في دولة البيرو.[1]

### أبريل
- 14 أبريل – ماكسيمو سان رومان سياسي بيروفي.

### يونيو
- 12 يونيو – مادلين هارتوغ-بيل

### يوليو
- 26 يوليو – فرناندو أسيفيدو منافِس أوليمبي بيروفي.

### أغسطس
- 29 أغسطس – أوغوستا لا توري

### نوفمبر
- 24 نوفمبر – روبرت شال لاعب كرة قدم بيروفي.

## وفيات

### أغسطس
- 13 أغسطس – كليمنت بالما (مواليد 1872) كاتب بيروفي.[2]